# Magyar Televízió
Magyar Televízió è una delle due aziende televisive pubbliche ungheresi. Opera attraverso tre canali televisivi, M1, M2 ed M3D, quest'ultima in formato 3D, che hanno anche una loro versione in alta definizione.
Il 1º gennaio 2011 è entrata a far parte di MTVA, gruppo che raccoglie tutti gli enti pubblici radiofonici, televisivi e informativi in Ungheria.

## Storia
- 1957. Il 1º maggio inizia le prime trasmissioni, tre giorni alla settimana con film, spettacoli teatrali e programmi sportivi. il 2 giugno viene trasmesso il primo telegiornale.
- 1958. Le trasmissioni arrivano a quattro giorni alla settimana.
- 1959. Il numero degli abbonati arriva a 50 000.
- 1960. Le trasmissioni arrivano a cinque giorni alla settimana, è così sarà fino al 1987.
- 1964. Il 12 maggio il governo decide di separare Magyar Rádió da Magyar Televízió. In occasione dei Giochi olimpici di Tokyo, viene fatta la prima trasmissione satellitare sul satellite Telstar.
- 1967. Iniziano le prime trasmissioni sperimentali a colori. Nello stesso anno il numero degli abbonati arriva a 1 milione.
- 1969. Il 5 aprile iniziano ufficialmente le trasmissioni a colori.
- 1971. Nasce il secondo canale.
- 1982. Il 30 novembre viene lanciato il servizio teletext.
- 1987. Le trasmissioni arrivano a coprire l'intera settimana.
- 1993. MTV entra nell'European Broadcasting Union.
- 21 dicembre 1995. Viene approvata la legge che riforma i media (ungherese: médiatörvény), che introduce grandi cambiamenti.
- 1996. Il sistema di trasmissione a colori SÉCAM viene sostituito dal sistema PAL.
- 1997. Fine del monopolio di MTV: il 4 ottobre nasce la prima emittente commerciale d'Ungheria TV2 ad opera di ProSiebenSat.1. Il 7 ottobre nasce un'altra emittente commerciale chiamata RTL Klub, legata all'importante azienda televisiva lussemburghese.
- 2008. M1 ed M2 iniziano le trasmissioni in alta definizione.
- 2012. La contestata riforma del sistema mediatico porta MTV all'interno dell'organizzazione MTVA insieme all'altra tv pubblica Duna, a Magyar Rádió e all'agenzia di stampa Magyar Távirati Iroda.

## Reti televisive
- M1 (M Egy), è stato il canale televisivo più seguito in Ungheria, a partire dal 15 marzo 2015 viene rilanciato come un canale all-news, e la sua programmazione precedente spostata su Duna TV.
- M2 (M Kettő), ha una programmazione dedicata ai bambini e ai ragazzi.
- M3 (M Három), lanciato originariamente come un canale in 3D nel 2012, l'anno dopo viene rilanciato con una programmazione dedicata ai programmi d'archivio.